# لوکا سیمونی
لوکا سیمونی (انگلیسی: Luca Simeoni؛ زادهٔ ۸ سپتامبر ۱۹۹۰) بازیکن فوتبال اهل ایتالیا است.
از باشگاه‌هایی که در آن بازی کرده‌است می‌توان به باشگاه فوتبال آلساندریا، باشگاه فوتبال ویرتوس انتلا، البیا کالچو ۱۹۰۵، باشگاه فوتبال لیورنو، و باشگاه فوتبال یو. اس. پرگولیتزه اشاره کرد.